# Цейлонска жаба
Цейлонската жаба (Adenomus kelaartii) е вид земноводно от семейство Крастави жаби (Bufonidae). Видът е застрашен от изчезване.

## Разпространение
Разпространен е в Шри Ланка.

## Описание
Популацията на вида е намаляваща.